# جایزه بزرگ موناکو ۱۹۶۲
جایزه بزرگ موناکو ۱۹۶۲ (انگلیسی: ‎1962 Monaco Grand Prix‎) یک مسابقهٔ موتوری در رشتهٔ اتومبیل‌رانی فرمول یک بود که در تاریخ ۳ ژوئن ۱۹۶۲ در پیست موناکو واقع در مونت‌کارلو، موناکو برگزار شد. این گراند پری در میان ۹ گراند پری در فصل ۱۹۶۲، مسابقهٔ شمارهٔ ۲ بود.
در این مسابقه که در ۱۰۰ دور و به مسافت ۳۱۴٫۵ کیلومتر (۱۹۵٫۴۲۱ مایل) برگزار شد، پول پوزیشن توسط جیم کلارک کسب شد و سریع‌ترین زمان برای طی یک دور پیست که برابر با ۱:۳۵٫۵ بود نیز توسط جیم کلارک به ثبت رسید.
بروس مک‌لارن از تیم کوپر-کلیمکس، فیل هیل از تیم فراری و لورنزو باندینی از تیم فراری به‌ترتیب مقام‌های اول تا سوم مسابقه را کسب کردند.

## رده‌بندی قهرمانی پس از مسابقه
|       | جایگاه | راننده         | امتیاز |
| ----- | ------ | -------------- | ------ |
|       | ۱      | گراهام هیل     | ۱۰     |
| ۱     | ۲      | فیل هیل        | ۱۰     |
| ۸     | ۳      | بروس مک‌لارن    | ۹      |
| ۲     | ۴      | تروور تیلور    | ۶      |
| ۱۶    | ۵      | لورنزو باندینی | ۴      |
| منبع: |        |                |        |

|       | جایگاه | سازنده       | امتیاز |
| ----- | ------ | ------------ | ------ |
| ۳     | ۱      | کوپر-کلیمکس  | ۱۱     |
| ۱     | ۲      | بی‌آرام       | ۱۰     |
|       | ۳      | فراری        | ۱۰     |
| ۲     | ۴      | لوتوس-کلیمکس | ۶      |
| ۲     | ۵      | لولا-کلیمکس  | ۳      |
| منبع: |        |              |        |

یادداشت
- تنها پنج جایگاه نخست از هر رده‌بندی نمایش داده شده‌است.